# Katedra greckoprawosławna Świętego Krzyża i św. Michała w Londynie
Katedra greckoprawosławna Świętego Krzyża i św. Michała (ang. The Greek Orthodox Cathedral of the Holy Cross and Saint Michael) – jedna z katedr arcybiskupstwa Tiatyry i Wielkiej Brytanii prawosławnego Patriarchatu Konstantynopolitańskiego. Znajduje się w dzielnicy Golders Green, w londyńskiej gminie London Borough of Barnet, przy ulicy Golders Green Road.
Cerkiew św. Michała powstała jako cerkiew misyjna. Od 1910 nabożeństwa były odprawiane w tymczasowej żelaznej cerkwi przy ulicy Golders Green Road. W 1914, po tym, gdy parafia została przeniesiona z cerkwi Najświętszej Maryi Panny w Hendon, rozpoczęły się prace przy budowie nowej cerkwi. Nowa cerkiew stanowi dużą neogotycką budowlę z wypolerowanej cegły i została zaprojektowana przez J.T. Lee z Tufnell Park. Dwa kolejne przęsła zostały dodane do nawy głównej w 1925, a niska północno-zachodnia wieża zwieńczona neoklasycystyczną kopułą, została dodana w 1960. W 1970 cerkiew została udostępniona prawosławnej wspólnocie, która wcześniej użytkowała cerkiew Chrystusa przy ulicy Brent Street. Cerkiew św. Michała została zamknięta w 1979 i jest obecnie wykorzystywana w całości przez prawosławną społeczność składającą się z Greków, Cypryjczyków, Rosjan, Rumunów, Egipcjan i Anglików